# Kamienica Pod Matką Boską w Krakowie
Kamienica Pod Matką Boską (znana także jako Kamienica Spinkowska) – zabytkowa kamienica znajdująca się w Krakowie, w dzielnicy I przy ulicy Floriańskiej 7, na Starym Mieście.

## Historia
Kamienica została wzniesiona w II połowie XIV wieku. W XV wieku nadbudowano ją i przebudowano, wzniesiono też oficyny: tylną i boczną, z gankiem na kamiennych wspornikach. Na początku XVI wieku budynek został przebudowany w stylu renesansowym. W II połowie XVI wieku był własnością rodziny Spinków. W 1611 został wyremontowany przez krakowskiego pisarza prowentowego M. Rurychta. Stworzono wówczas w fasadzie kamienną niszę, w której umieszczono manierystyczną figurę Matki Boskiej z Dzieciątkiem. W tym samym czasie oficyny otrzymały bogatą dekorację z polichromiami o motywach roślinnych. W latach 1616–1638 kamienica należała do J. Walkanowskiego, a w 1640 powróciła w ręce Spinków. Na początku XVIII wieku była własnością Ochockich, którzy dokonali przebudowy wnętrz z adaptacją lokalu na parterze na aptekę. W latach 1779–1864 należała do Chorosiewiczów. W 1780 odbudowano zrujnowane oficyny. Na przełomie XVIII i XIX wieku budynek został przebudowany w stylu klasycystycznym. W trzeciej ćwierci XIX wieku Feliks Księżarski dokonał inwentaryzacji gotycko-renesansowych portali, z których jeden przeniesiono do południowej wieżyczki Sukiennic. W 1872 przebito w ścianie granicznej przejście do sąsiedniej Kamienicy Wanzamowskiej (nr 5). W 1876 nadbudowano trzecie piętro, gruntownie przebudowano oficyny i połączono je drewnianymi gankami z budynkiem frontowym. W 1931 i w latach 50. XX wieku przebudowano parter fasady. W latach 60. XX wieku przebudowano oficyny. W 1993 roku budynek został wyremontowany. W latach 1998–1999 budynek przeszedł kolejny remont konserwatorski.

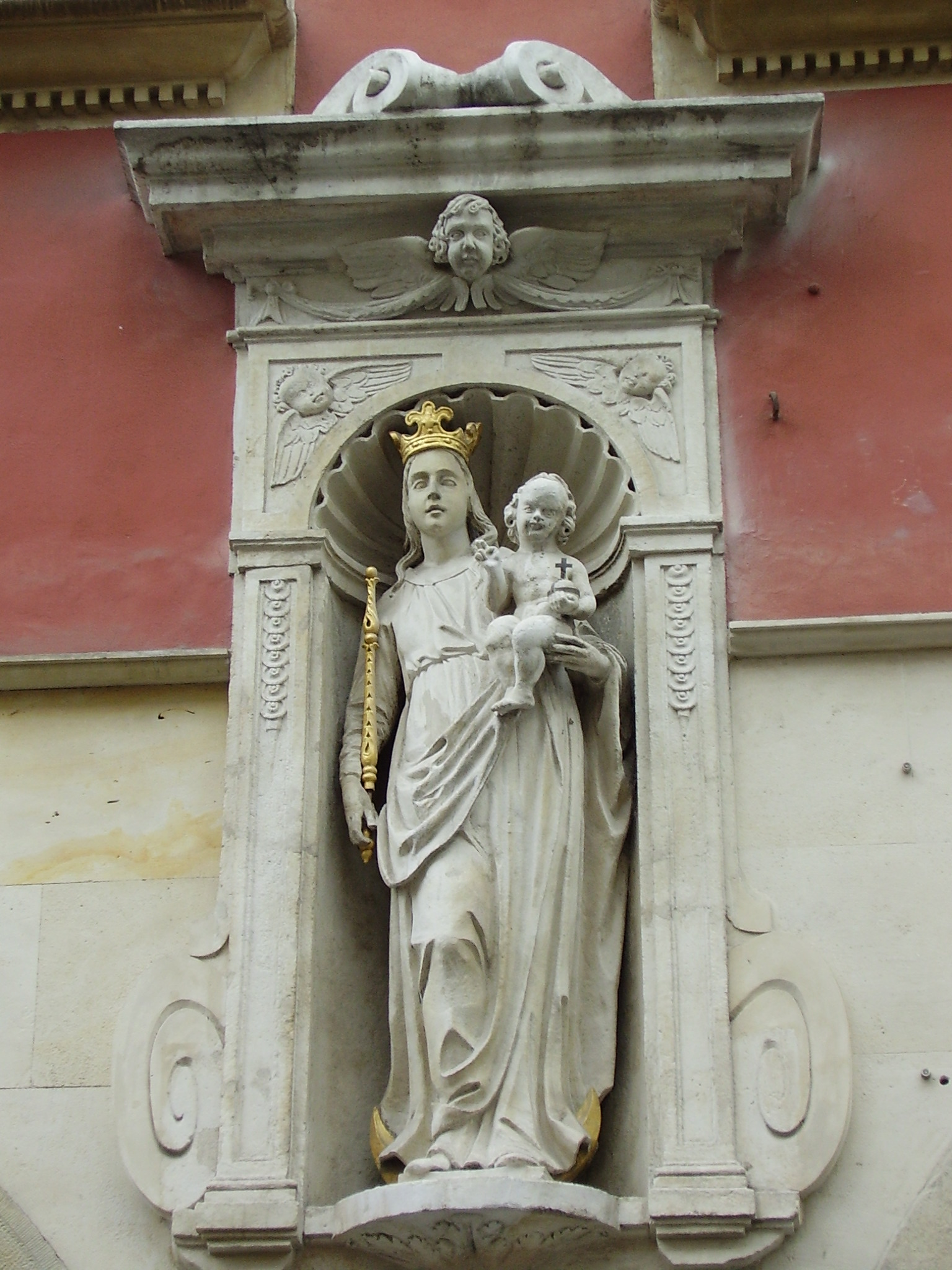
Figura Matki Bożej z Dzieciątkiem

26 czerwca 1931 kamienica została wpisana do rejestru zabytków. Znajduje się także w gminnej ewidencji zabytków.

## Architektura
Kamienica posiada cztery kondygnacje. Fasada jest trójosiowa, o eklektycznym wystroju z zachowanymi licznymi detalami gotycko-renesansowymi. W parterze znajduje się półkoliście zwieńczony kamienny portal. Na wysokości między parterem a pierwszym piętrem, pomiędzy drugą i trzecią osią, znajduje się wnęka z manierystyczną figurą Matki Boskiej z Dzieciątkiem, od której pochodzi nazwa budynku. Okna pierwszego i drugiego piętra posiadają gotycko-renesansowe obramienia z pilastrami i gzymsami. Drugie i trzecie piętro oddzielone są gzymsem, akcentującym wysokość budynku przed 1876. 
We wnętrzach budynku frontowego zachowały się m.in.: XVI-wieczne belkowe stropy i portale w sieni, a we wnętrzach oficyn – gotycki portal oraz renesansowe polichromie i kominek.